# Шевелёвское сельское поселение
Шевелёвское сельское поселение — упразднённое муниципальное образование в Крапивинском районе Кемеровской области России. Административный центр — деревня Шевели.

## История
Шевелёвское сельское поселение образовано 17 декабря 2004 года в соответствии с Законом Кемеровской области № 104-ОЗ. 

## Население
| 2010  | 2011  | 2012  | 2013  | 2014  | 2015  | 2016  |
| ----- | ----- | ----- | ----- | ----- | ----- | ----- |
| 1771  | ↗1775 | ↗1806 | ↘1798 | ↘1768 | ↘1765 | ↗1783 |
| 2017  | 2018  | 2019  |       |       |       |       |
| ↘1780 | ↗1790 | ↘1764 |       |       |       |       |

## Состав
| № | Населённый пункт | Тип населённого пункта          | Население |
| - | ---------------- | ------------------------------- | --------- |
| 1 | Берёзовка        | посёлок                         | 403       |
| 2 | Новобарачаты     | деревня                         | 138       |
| 3 | Сарапки          | деревня                         | 257       |
| 4 | Шевели           | деревня, административный центр | 973       |